# ميلينا كراليتشكوفا
ميلينا كراليتشكوفا (بالتشيكية: Milena Králíčková)
(4 فبراير 1972، ستراكونيتسه ) طبيبة تشيكية ومدرسة جامعية ، أستاذة علم الأنسجة وعلم الأجنة . أصبحت عميد (رئيس) جامعة تشارلز منذ فبراير 2022، كأول امرأة في هذا المنصب منذ تأسيس الجامعة.
شغلت منصب نائب رئيس الجامعة للشؤون الأكاديمية في جامعة تشارلز بين عامي 2014-2022 . كما كانت قد شغلت منصب رئيس قسم الأنسجة وعلم الأجنة في كلية الطب في بلزن، جامعة تشارلز منذ عام 2011 حتى 2014.